# Lissandra Campos
Lissandra Maysa Campos (* 6. Februar 2002 in Cuiabá) ist eine brasilianische Leichtathletin, die sich auf den Weitsprung spezialisiert hat. 2024 wurde sie in dieser Disziplin Hallensüdamerikameisterin.

## Sportliche Laufbahn
Erste internationale Erfahrungen sammelte Lissandra Campos im Jahr 2018, als sie bei den U18-Südamerikameisterschaften in Cuenca mit einer Weite von 5,99 m die Silbermedaille gewann. Anschließend startete sie bei den Olympischen Jugendspielen in Buenos Aires und gelangte dort auf den achten Platz. Im Jahr darauf gewann sie bei den U20-Südamerikameisterschaften in Cali mit 6,11 m die Silbermedaille und anschließend belegte sie bei den U20-Panamerikameisterschaften in San José mit 5,99 m den vierten Platz. 2021 gewann sie bei den U20-Südamerikameisterschaften in Lima mit 6,07 m erneut die Silbermedaille und anschließend gelangte sie bei den U20-Weltmeisterschaften in Nairobi mit 6,38 m auf den sechsten Platz. Im Oktober gewann sie bei den U23-Südamerikameisterschaften in Guayaquil mit 6,33 m die Silbermedaille hinter ihrer Landsfrau Thaina Fernandes. Zudem wurde sie im Dezember bei den erstmals ausgetragenen Panamerikanischen Juniorenspielen in Cali mit 6,21 m Vierte. Im Jahr darauf brachte sie bei den Ibero-Amerikanischen Meisterschaften in La Nucia keinen gültigen Versuch zustande und im September gewann sie bei den U23-Südamerikameisterschaften in Cascavel mit 6,31 m erneut die Silbermedaille, diesmal hinter der Chilenin Rocío Muñoz. 2023 gewann sie bei den Südamerikameisterschaften in São Paulo mit einem Sprung auf 6,32 m die Silbermedaille hinter ihrer Landsfrau Eliane Martins. Anschließend schied sie bei den Weltmeisterschaften in Budapest mit 6,01 m in der Qualifikationsrunde aus. Im Jahr darauf siegte sie mit 6,49 m bei den Hallensüdamerikameisterschaften in Cochabamba und gelangte im März bei den Hallenweltmeisterschaften in Glasgow mit 6,15 m auf Rang 15. Im Mai gewann sie bei den Ibero-Amerikanischen Meisterschaften in Cuiabá mit 6,53 m die Silbermedaille hinter der Kolumbianerin Natalia Linares und im August schied sie bei den Olympischen Sommerspielen in Paris mit 6,02 m in der Vorrunde aus.
2025 gewann sie bei den Südamerikameisterschaften in Mar del Plata mit einer Weite von 6,48 m die Silbermedaille hinter der Kolumbianerin Natalia Linares.